# София Вюртембергская
София Вюртембергская (полное имя София Фредерика Матильда нем. Sophia Frederika Mathilde von Württemberg; 17 июня 1818 — 3 июня 1877) — урождённая принцесса Вюртембергская, после замужества королева-консорт Нидерландов.

## Биография
София родилась в Штутгарте, её родителями были король Вюртемберга Вильгельм I и великая княгиня Екатерина Павловна, дочь императора Павла I. Мать Софии умерла вскоре после её рождения, и девочку воспитывала её тётка Екатерина Вюртембергская. София была племянницей русских императоров Александра I и Николая I, а также кузиной русского императора Александра II, короля Ганновера Георга V и королевы Виктории. Кроме того, София приходилась кузиной собственному мужу: Екатерина Павловна была родной сестрой Анны Павловны, матери Виллема III.
Руки Софии добивались король Греции Оттон I и Вильгельм Брауншвейгский, почву для брачного союза прощупывало и французское правительство. Помолвка с первым была невозможно по причине неуверенности отца принцессы в новосозданной греческой монархии. Второй претендент также получил отказ, но по причине того, что София уже была помолвлена. Брак с Фердинандом Филиппом Орлеанским также не устроился, поскольку положение Июльской монархи в 1830-е годы оставалось крайне шатким. 18 июня 1839 года в Штутгарте она вышла замуж за принца Оранского (позже короля Нидерландов Виллема III). После венчания пара уехала в Нидерланды, где сначала поселилась во дворце Плейн, а позже, когда София и Виллем стали королём и королевой, во дворце Нордейнде. Брак их не был удачным.
С самого начала у Софии не сложились отношения с матерью Виллема, Анной Павловной, на которую он всецело полагался. К тому же она интеллектуально превосходила мужа и не понимала его чувственного характера. Сверх того, она не обладала красотой и отличалась необыкновенной живостью характера, чего Виллем не мог переносить. Сам флегматик, спокойный до апатии, медленный в движениях и словах, он не любил её бойкости речи и подвижной жестикуляции. Поэтому он и избегал общества жены, которая находила себе утешение в кругу людей науки, искусства и литературы.

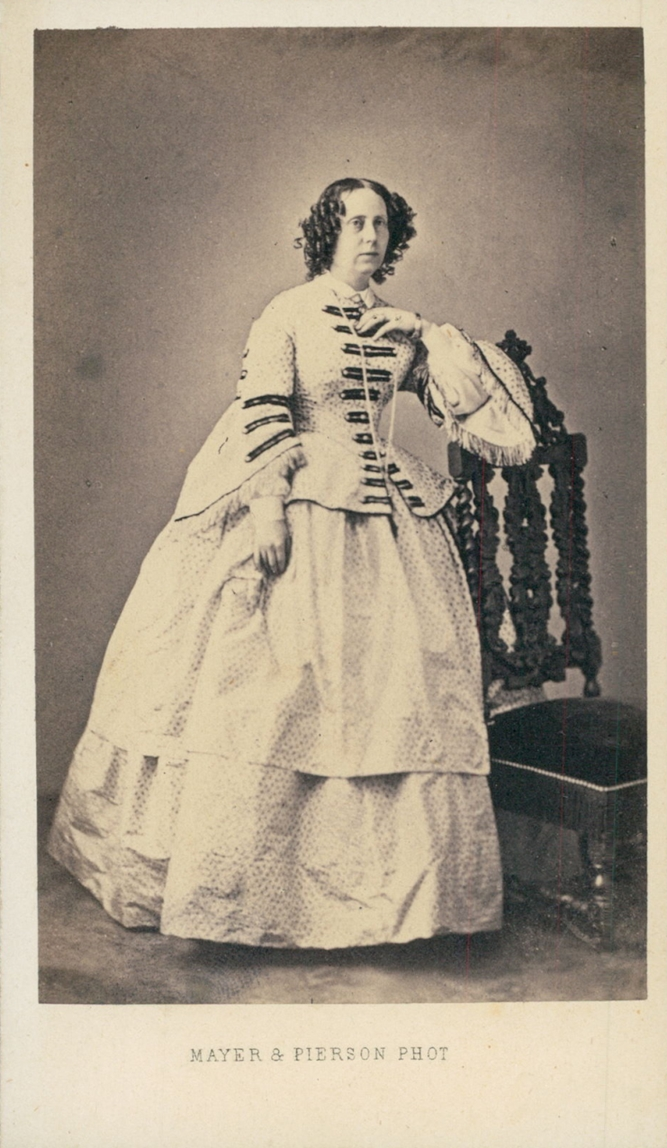
София Вюртембергская

Она вела обширную переписку с государственными людьми, учеными и писателями. Нередко она приглашала своих друзей гостить в королевский замок. Поддерживала хорошие отношения с Наполеоном III и королевой Викторией, покровительствовала искусствам и занималась благотворительностью. Непонимание между супругами привело к тому, что Виллем завёл несколько любовниц. Милостью короля пользовались иностранки, преимущественно француженки.
В королевском окружении же считали, что София не подходит на роль королевы-консорта и ей больше подошла бы роль регента при сыне. София просила развода, но ей было отказано в интересах государства. С 1855 года летний сезон супруги стали проводить отдельно друг от друга: он — в Хет Лоо, она — в Хёйс-тен-Босе. Также София проводила много времени с младшим сыном Александром в родном Штутгарте.
Скончалась 3 июня 1877 года в Хёйс-тен-Босе, Гаага и была похоронена в королевской крипте Ньивекерк в подвенечном платье, поскольку сама считала, что её жизнь закончилась в день, когда она вышла замуж.

## Потомство
- Виллем Николас Александр Фредерик Карель Хенрик (1840—1879) — принц Оранский, наследник престола Нидерландов и Люксембурга в 1849—1879 годах; женат не был, детей не имел. Умер в Париже от тифа.
- Виллем Фредерик Морис Александр Хенрик Карель (1843—1850) — умер в детстве от менингита.
- Виллем Александр Карель Хенрик Фредерик (1851—1884) — принц Оранский, наследник престола после смерти старшего брата в 1879—1884 годах; женат не был, детей не имел. Умер от тифа в Гааге.

## Титулование
- 17 июня 1818 — 18 июня 1839 — Её Королевское высочество принцесса София Вюртембергская
- 18 июня 1839 — 7 октября 1840 — Её Королевское высочество принцесса София Нидерландская
- 7 октября 1840 — 7 марта 1849 — Её Королевское высочество принцесса Оранская
- 7 марта 1849 — 3 июня 1877 — Её Величество королева Нидерландов